# نوینکیرشن (اشتدته)
نوینکیرشن (به آلمانی: Neuenkirchen) یک شهر در آلمان است که در Lühe واقع شده‌است. نوینکیرشن ۸۲۰ نفر جمعیت دارد.